# 機動戦士Ζガンダム Define
『機動戦士Ζガンダム Define』（きどうせんしゼータガンダム ディファイン）は、北爪宏幸の漫画作品。原案：矢立肇、富野由悠季。角川書店のガンダムシリーズ専門誌『ガンダムエース』2011年8月号より連載中。

## 概要
テレビアニメ『機動戦士Ζガンダム』で作画監督を務めた北爪による、同作のコミカライズ作品である。北爪の漫画『機動戦士ガンダム C.D.A. 若き彗星の肖像』の設定を引き継ぎ、クワトロ・バジーナことシャア・アズナブルの目線から『機動戦士Ζガンダム』を再構成した内容となっている。
スーパーバイザーを松崎健一が担当するなど1stガンダムのスタッフも制作に携わっているため、作風は原作より1stを引き継いだものとなっている。一方、メカニックデザインはGA Graphicのマスターアーカイブシリーズに関わっている瀧川虚至が担当しており、原作からのディテールアップや設定変更を加えている。

## 主なオリジナルキャラクター
スミレ・ホンゴウ
『機動戦士ガンダム C.D.A. 若き彗星の肖像』からのキャラクター。元はアクシズの技術士官であったが退役し、地球圏へ帰還するシャアに同行してアナハイム・エレクトロニクスへ入社。それ以降、リック・ディアスの基本設計などの開発に携わった。元々小柄で年齢より幼く見える外見であったが、本作では22歳となり数年ぶりに再会したクワトロ（シャア）から「女らしくなった」と評されたものの、背丈がカミーユの胸あたりまでしかなく、カミーユには「どう見たってまだ子供」と言われてしまい、年齢も信じてもらえなかった。
シェリー・ペイジ
ティターンズ所属の女性将校で階級は少佐。露出の多い軍服に派手なメイク、ギャルの様な髪型や顔立ちから奔放な印象を与えるが年齢はジェリド・メサより一つ年上の25歳。本名はオルガ・ティモシェンコといい、元は連邦競技大会で4年連続優勝した器械体操の選手。その身体能力を買われて連邦軍士官学校の特殊養成クラスを経て一年戦争ではMSパイロットとして活躍したが、一方で作戦の遂行や効率を重視するあまり独断専行・作戦無視・友軍を捨て駒に使うなど軍律を軽視することで問題も多かったものの、上官であるバスク・オムからはその非道ぶりゆえに"お気に入り"として信任を得ている。なお、元器械体操選手という事もあり現在でも筋力トレーニングは継続して行っているため、服を脱ぐとかなりマッシブな身体つきをしており、軽快な動きを見せることもある。
カクリコン・カクーラーの代役としてジャマイカン・ダニンガン少佐が率いる重巡洋艦アレキサンドリアに配属。愛機は肩のシールドを外して両肩ともにスパイクアーマーに改装したマラサイ。なお、部下のマラサイからは隊長機の印ともされる頭部のブレードアンテナを除去させ、自身の立場を誇示している。
また、ライラ・ミラ・ライラから引き継ぐようにジェリドに対しMS操縦の教練に付き合っていた。体操の選手に由来する精緻で正確なMS操縦により、一見トリッキーな機動を行える反面、それが規則的なパターンによるものであるため、同一者と戦闘を重ねていくとパターンを読まれることもある。劇中ではクワトロとの再戦を危ぶむ他、訓練で何度も相対し機動を見てきたジェリドに対しても動きを読まれはじめていた。
エゥーゴによるジャブロー降下作戦に対する欺瞞工作としてジェリドらと共にジャブローに降下。ティターンズ上層部によるジャブローの核爆破を知ってなお、任務のためにクワトロの乗る零式に道連れ覚悟で決闘を挑むが、クワトロの加勢に加わったカミーユのガンダムMk-IIによりマラサイの駆動系を損傷。戦線離脱を試みようとするが、それを見越したクワトロによるビームサーベルの刺突がシェリーの生身を直撃。断末魔を叫ぶ間すらなく肉体が弾け飛び、死亡した。
エーベルハルト・リヒター
『機動戦士ガンダム C.D.A. 若き彗星の肖像』からのキャラクター。ジオン残党の拠点の一つ「アムブロシア」の顔役。エゥーゴのパイロット不足を解決したいクワトロの依頼で実戦経験のある元ジオン軍パイロットを紹介した。
シャノン・ギネス
『機動戦士ガンダム C.D.A. 若き彗星の肖像』からのキャラクター。元ミネバ・ザビ親衛隊員で、本名はカミーラ。一年戦争時の戦傷が悪化した上官のイリーナ・レスコ中佐に従ってアクシズを離れ、アムブロシアに身を寄せていた。エーベルハルトの紹介でエゥーゴに参加し、ネモのパイロットとしてアーガマに配属される。
ルネ・ビュラン、ティアナ・アーベライン
元ジオン軍人。ルネの本名はヴェロニク。ティアナの本名はミーツェ。両者ともに一年戦争時のシャノンの戦友で、戦後はアムブロシアに身を寄せていた。エーベルハルトの紹介でエゥーゴに参加し、ネモのパイロットとしてアーガマに配属される。ルネは姉御肌な性格、ティアナは敵兵の事情も思いやる優しい性格である。
エドヴァルド・レイブン
アナハイム・エレクトロニクス社の技師。零式の開発担当のチーフ・エンジニアで、ネモ開発にも携わっている。
かつては、テム・レイの下でRX-78ガンダムの開発に携わっていた。

## 登場する機動兵器・艦船
本作オリジナルとテレビアニメとは大きく設定が異なっているもののみを記す。

### オリジナル
MSZ-000 零式
『機動戦士Ζガンダム』における百式に相当する機種で、赤く塗装した機体にクワトロが乗機する。
零式弐型
零式を地上用に改修した機体。アムロ・レイの搭乗機も登場している。アムロ機はガンダム同様のトリコロール塗装に、ビーム・キャノン装備型ウイング・バインダーが追加されている。
ガンダムMk-II×II（スクエア）
大破したガンダムMk-IIを大規模改修した機体。
フルアーマー陸戦型Ζガンダム
キリマンジャロ攻略戦に向けてΖガンダムを改修した機体。宇宙での運用は考慮されておらず、フルアーマー化によって変形不可能になっている。
サーベラス
元は連邦軍の潜水艦だが、連邦軍に籍を置いていたオムル・ハング（連邦軍での階級は少尉）らがカラバに合流するために脱走する際に奪取し、そのままカラバ所属となる。カラバに合流したアムロ・レイとアムロを説得していたクワトロがホンコンに向かうために乗船する。
オムルが艦長を務め、元ホワイトベースのクルーのオスカ・ダブリンとマーカー・クランがホワイトベース同様にオペレータ、レーダー手を務めている。

### 設定が大きく変更されたもの
RMS-108 マラサイ
原作ではアナハイムの政治的判断でエゥーゴではなくティターンズに支給となったが、本作では、スミレ・ホンゴウのリック・ディアスの設計図を盗み見たアナハイムの技術者が設計した機体であり、リック・ディアスと同じ基本構造を持ち、装甲形状などを変更したものとなっている。
そのため、リック・ディアス同様にコクピットも頭部にある。
MSZ-006 Ζガンダム
機体の設定はテレビアニメと大差無いが、テレビアニメよりも早くホンコンから登場する。
また、機体の基本構造が変更されておりウェイブライダーではなくウェイブシューターで登場している。

## 書誌情報
角川コミックス・エース（角川書店）より刊行中。既刊21巻（2025年5月23日現在）。
- 『機動戦士Ζガンダム Define』（1巻〜12巻）、『機動戦士Ζガンダム Define シャア・アズナブル 赤の分水嶺』（13巻〜19巻）、『機動戦士Ζガンダム Define シャア・アズナブル グリプス戦役』（20巻〜）
  1. 2011年11月26日発売、ISBN 978-4-04-120067-4
  2. 2012年3月26日発売、ISBN 978-4-04-120179-4
  3. 2012年7月26日発売、ISBN 978-4-04-120338-5 - 特典にカードゲーム『ガンダムウォーネグザ』用カード「クワトロ・バジーナ」が付属。
  4. 2012年11月26日発売、ISBN 978-4-04-120491-7
  5. 2013年3月26日発売、ISBN 978-4-04-120634-8
  6. 2013年8月22日発売、ISBN 978-4-04-120790-1
  7. 2014年2月26日発売、ISBN 978-4-04-121014-7
  8. 2014年10月25日発売、ISBN 978-4-04-102228-3
  9. 2015年3月26日発売、ISBN 978-4-04-102876-6
  10. 2015年8月26日発売、ISBN 978-4-04-103406-4
  11. 2016年3月8日発売、ISBN 978-4-04-103862-8
  12. 2017年6月26日発売、ISBN 978-4-04-105459-8
  13. 2018年3月26日発売、ISBN 978-4-04-106542-6
  14. 2018年10月26日発売、ISBN 978-4-04-107495-4
  15. 2019年3月26日発売、ISBN 978-4-04-108004-7
  16. 2020年1月23日発売、ISBN 978-4-04-108673-5
  17. 2020年9月26日発売、ISBN 978-4-04-109813-4
  18. 2021年4月26日発売、ISBN 978-4-04-111407-0
  19. 2023年3月25日発売、ISBN 978-4-04-113499-3
  20. 2024年2月26日発売、ISBN 978-4-04-114842-6 / ISBN 978-4-04-114843-3（特装版）
  21. 2025年5月23日発売、ISBN 978-4-04-115793-0